# 카토키 하지메
카토키 하지메(일본어: カトキ ハジメ)는 애니메이션, 게임, 완구 등을 중심으로 다루는 일본의 메카닉 디자이너, 일러스트레이터이며 원래는 동인작가였다. 사이타마현 출신이다.

## 인물
데뷔 당시의 이름은 카토키 스나오였고, 이후에 카토키 하지메란 이름을 사용하고 있다. 동인작가 시절에는 본명인 카토 하지메(加藤 一)의 표기도 보인다. 메이저 데뷔작인 《기동전사 건담 0083 STARDUST MEMORY》 발매 시기부터 가타카나로 카토키 하지메(カトキ ハジメ)로 표기하고 있다.
모형잡지 모델 그래픽스의 연재 기획 《건담 센티넬》의 메카닉 디자인으로 일약 각광을 받게 된다. 이 후에도 《기동전사 건담 시리즈》의 메카닉 디자인, 2차 창작(리파인 버전, 통칭 카토키 버전), 기동전사 건담 시리즈의 프라모델(건프라)의 컨셉 디자인을 담당하는 등 《기동전사 건담 시리즈》와 관련된 일이 많다.
《기동전사 건담 0083 STARDUST MEMORY》에서 카와모리 쇼지가 디자인한 초반 주역기인 건담 시작 1호기의 기체 구조 부분 등의 디자인을 담당했을 때 자신의 관점에서 수정(리파인)을 실시했고, 그 연장으로서 후반 주역기인 건담 시작 3호기를 디자인했다. 오리지날인 카와모리의 건담 시작 1호기에 대해 "디자인은 별로 좋아하지 않습니다만(카토키 하지메의 주관이며, 특히 건담이라고 하는 작품에 있어서 기존의 것으로부터 벗어난 디자인은) 메카닉 디자이너의 자기 만족이지 팬들이 기뻐하지 않는다고 생각합니다"라고 언급하고 있다. 이러한 주장은 기존 작인 《기동전사 건담 0080 주머니 속의 전쟁》의 메카닉 디자인을 《건담 센티넬》, 《기동전사 건담 0083 STARDUST MEMORY》 중에 도입 시도 등에도 나타나고 있다.
작품은 메카닉 디자인이 중심이긴 하지만 건담 센티넬 등에서 캐릭터 디자인도 다뤘다. CG 작품집 《건담 픽스(GUNDAM FIX)》 등 일러스트레이터로서도 여러 일러스트레이션 패키지 아트를 다루고 있으며, 《건담 픽스》에서 파생된 도장된 완성품 액션 피규어 시리즈 《건담 픽스 피규레이션(GUNDAM FIX FIGURATION)》의 감수, 프로듀싱을 담당하는 등 애니메이션의 메카닉 디자이너에만 국한되지 않고 다채로운 활동을 하고 있다. 2013년에는 단편 영화 옴니버스 작품 《SHORT PEACE》 중 한 편인 《무기여 잘 있거라》에서 처음으로 영상 작품을 감독했다. 또한 2014년 7월부터 상영 발매된 《걸즈 & 판처》의 OVA 〈이것이 진짜 안치오 전입니다!〉에 그림 콘티로 참여하고 있다.
활동의 장을 프로로 옮기고 나서는 리얼 지향의 메카닉, 인물 이외의 화풍을 선보이는 것은 드물지만 동인작가 시절의 《초시공요새 마크로스》의 오퍼레이터 세 딸의 수영복 컷, 《전뇌전기 버추얼 온》의 CD 재킷에 여성형 메카인 페이엔의 의인화 일러스트, 《스즈미야 하루히의 우울》의 앤솔로지 출판물에 일러스트를 그리는 등 그의 재주의 폭은 대중적인 이미지보다 넓다.
건담 시리즈에 대해서는 어레인지 작업이 많기 때문에 오리지널 디자이너인 오오카와라 쿠니오와 대비되는 경우가 많다. 주역기 디자인 공모전에서 《기동전사 V건담》은 채용되었지만, 후속작인 《기동무투전 G건담》, 《신기동전기 건담 W》에서는 오오카와라 쿠니오의 디자인이 채용되었다. 《신기동전기 건담 W Endless Waltz》에서는 작품의 주요 지지층인 여성에게 디자인 방향에 대한 설문 조사를 하는 등 이전에 하지 않았던 접근을 시도하기도 했다.

## 같이 보기
- 건담 시리즈
- 건프라